# Gheorghe Craioveanu
Gheorghe Craioveanu, conocido como Gica Craioveanu (n. 14 de febrero de 1968; Hunedoara), es un exfutbolista rumano internacional con Rumanía. Jugaba de delantero y su primer equipo fue el Metalurgistul Slatina. 

## Trayectoria

### En España (Real Sociedad, Villarreal y Getafe)
Debutó en Primera División en la temporada 95-96 con la Real Sociedad, donde jugó 3 temporadas. Jugó en la Real 90 partidos y metió 26 goles.
En la temporada 98-99 fichó por el Villarreal Club de Fútbol y fue el jugador que marcó el primer gol en Primera División para el Villarreal. Fue contra el Real Madrid en el Santiago Bernabéu, marcó el 0-1 y luego perdieron 4-1. En el debut en casa ante el Celta de Vigo también marcó Gica. Jugó 4 temporadas (una en Segunda División), y marcó 28 goles en 117 partidos. 
Fue el héroe del segundo ascenso a Primera.
En la temporada 02-03 fichó por un equipo de Segunda División, el Getafe CF, donde estuvo 4 temporadas y colaboró muchísimo en el ascenso del equipo azulón a Primera División (temporada 03-04). Marcó 16 goles en 100 partidos.

### Tras la retirada
Tras dejar el fútbol se pasó al fútbol sala donde perteneció a la disciplina del Boadilla. También colabora en un programa televisivo de fútbol en el canal español La Sexta, llamado Minuto y resultado, junto a Patxi Alonso, Antonio Maceda y Kiko Narváez. También comenta partidos en la emisora de radio Onda Cero y colabora en el programa Al primer toque, de la misma emisora. También suele narrar partidos con el canal La Sexta, sobre todo partidos de los equipos en los que ha jugado como el Getafe CF, la Real Sociedad o el Villarreal CF. Asimismo es comentarista esporádico del canal autonómico valenciano Canal Nou.
El 25 de enero de 2013 se confirma que, a sus 44 años, jugará en el C.F. Vilafamés, de Primera Regional de la Comunidad Valenciana.
Además, el 15 de mayo de 2013 fue condenado a una multa de 1800 euros y a veinte meses sin carné de conducir por conducir con su automóvil estando ebrio. Sin embargo, Gica Craioveanu declaró ante los medios públicos que no volverá a cometer este error.
Regenta un restaurante, junto al también exjugador Riki, en Getafe.

## Selección nacional
Ha sido internacional con Rumanía, disputando 25 partidos en los que anotó 4 goles.

### Participaciones en Copas del Mundo
| Mundial                        | Sede    | Resultado   |
| ------------------------------ | ------- | ----------- |
| Copa Mundial de Fútbol de 1998 | Francia | 8° de final |

## Clubes
| Club                  | País    | Año         |
| --------------------- | ------- | ----------- |
| Metalurgistul Slatina | Rumania | 1986 - 1990 |
| Drobeta Tr. Severin   | Rumania | 1990 - 1991 |
| Universitatea Craiova | Rumania | 1991 - 1995 |
| Real Sociedad         | España  | 1995 - 1998 |
| Villarreal            | España  | 1998 - 2002 |
| Getafe CF             | España  | 2002 - 2006 |
| C.F. Vilafamés        | España  | 2013        |

## Palmarés

### Campeonatos nacionales
| Título          | Club                  | País    | Año  |
| --------------- | --------------------- | ------- | ---- |
| Liga Rumana     | Universitatea Craiova | Rumanía | 1991 |
| Copa de Rumanía | Universitatea Craiova | Rumanía | 1993 |